# Csaba Balogh
Dans le nom hongrois Balogh Csaba, le nom de famille précède le prénom, mais cet article utilise l’ordre habituel en français Csaba Balogh, où le prénom précède le nom.
Csaba Balogh est un joueur d'échecs hongrois né le 10 mars 1987 à Budapest. 

## Biographie
Grand maître international depuis 2004, il a remporté les tournois de Budapest en mai 1999, novembre 2000 et novembre 2002 ainsi que le championnat d'Europe d'échecs de la jeunesse (moins de 16 ans) à Budva en 2003.
En 2005, il élimine le Russe Sergueï Kariakine au premier tour de la coupe du monde d'échecs.
| Année | Lieu            | Résultat      | Ultimes adversaires    | Adversaires battus |
| ----- | --------------- | ------------- | ---------------------- | ------------------ |
| 2005  | Khanty-Mansiïsk | deuxième tour | Aleksandr Arechtchenko | Sergueï Kariakine  |
| 2007  | Khanty-Mansiïsk | premier tour  | Vladislav Tkachiev     |                    |
| 2015  | Bakou           | deuxième tour | Wesley So              | Eltaj Safarli      |

En août 2014, il a remporté la médaille d'argent par équipe et la  médaille d'argent individuelle au deuxième échiquier de la  Hongrie lors de l'Olympiade d'échecs de 2014.
Au 1er août 2014, il est le septième joueur hongrois et le 136e joueur mondial avec un classement Elo de 2 637 points.